# Alpii Maritimi

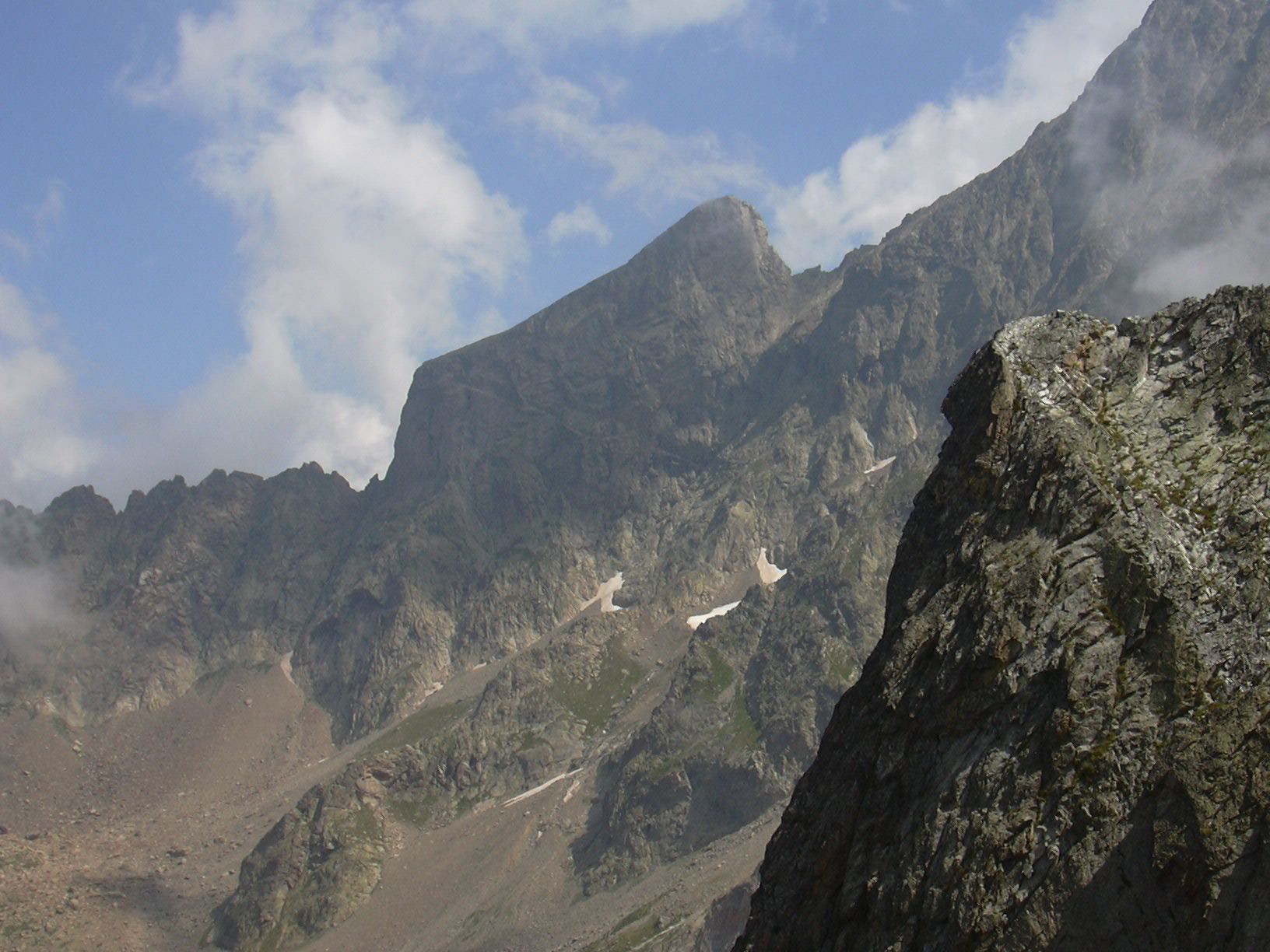
Partea sudică a Corno Stella văzută dinspre Madre di Dio

Alpii Maritimi sunt un lanț muntos situat în sud-vestul Alpilor, mai precis la granița dintre departamentul francez Alpes-Maritimes și provincia italiană Cuneo. Trecătoarea Tenda îi separă de Alpii Ligurici, în timp ce trecătoarea Maddalena îi separă de Alpii Cotici.
Pe cuprinsul lor, pe o suprafață de 68 500 ha, se întinde Parcul Național Mercantour.
Alpii Maritimi sunt străbătuți de râurile Roya, Var și Verdon și afluenții lor, pe partea francez, și de Stura di Demonte și alți afluenți ai râurilor Tanaro și Pad, pe partea italiană.
O ramificație a Alpilor Maritimi o constituie Alpii Provensali.

## Vârfuri

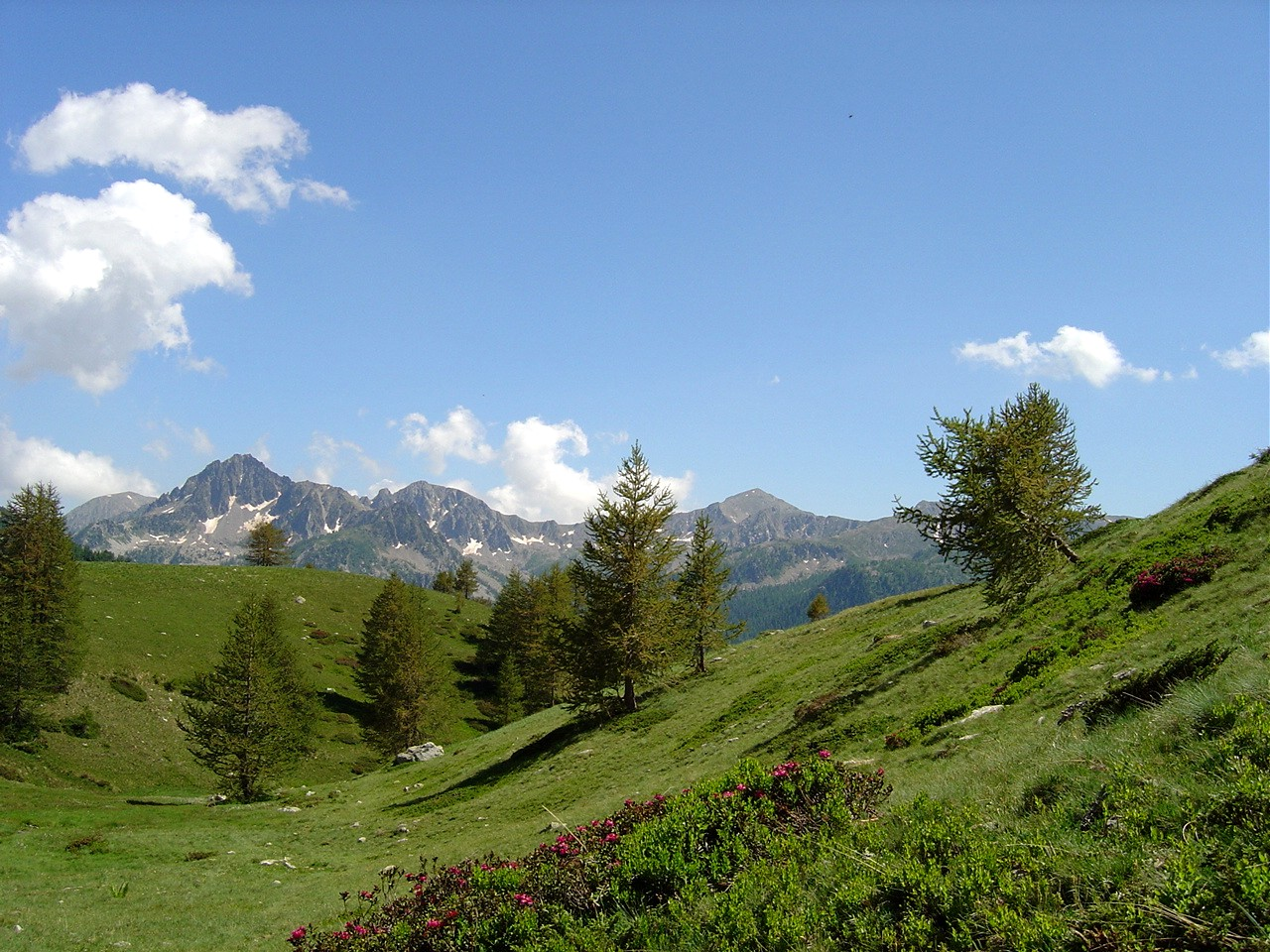
Vallon de Mollières

Principalele vârfuri din Alpii Maritimi:
| Punta dell'Argentera | 3290 m |
| Mont Tinibras        | 3032 m |
| Cima dei Golas       | 3135 m |
| Mont Enchastraye     | 2955 m |
| Monte Matto          | 3087 m |
| Monte Bego           | 2873 m |
| Mont Pelat           | 3053 m |
| Mont Monnier         | 2818 m |
| Mont Clapier         | 3046 m |
| Rocca dell' Abisso   | 2755 m |

## Trecători
Principalele trecători din Alpii Maritimi:
| Denumire         | Traseu                                          | Acces                            | Înălțime (m) |
| ---------------- | ----------------------------------------------- | -------------------------------- | ------------ |
| Bonette          | de la Tinée Valley la Barcelonnette             | șosea                            | 2725         |
| Restefond        | de la Trecătoarea Bonette la Barcelonnette      | șosea                            | 2680         |
| Bassa di Druos   | de la Tinée Valley la Terme di Valdieri         | drum forestier                   | 2630         |
| Ciriegia         | de la Saint-Martin-Vésubie la Terme di Valdieri | drum forestier                   | 2551         |
| Granges Communes | de la Saint-Étienne-de-Tinée la Barcelonnette   | drum forestier                   | 2512         |
| Pourriac         | de la Tinee Valley la Argentera                 | cărare                           | 2506         |
| Guercia          | de la Tinee Valley la Vinadio                   | cărare                           | 2451         |
| Lombarde         | de la Isola la Vinadio                          | șosea                            | 2350         |
| Cayolle          | de la Var Valley la Barcelonnette               | șosea                            | 2327         |
| Sabion           | de la Tenda la Valdieri                         | drum forestier                   | 2264         |
| Allos            | de la Verdon Valley la Barcelonnette            | șosea                            | 2250         |
| Maddalena        | de la Barcelonnette la Cuneo                    | șosea                            | 1995         |
| Tenda            | de la Tenda la Cuneo                            | șosea (tunel) cale ferată(tunel) | 1873         |